# Tebaniciclina
La tebaniciclina (de nombre IUPAC 5-([(2R)-azetidin- 2-il] metoxi)- 2-cloropiridina)) es un compuesto heterocíclico que actúa como agonista parcial de los  receptores nicotínicos de la acetilcolina y que fue sintetizado por los laboratorios Abbott dentro del contexto de la búsqueda de analgésicos análogos a la  epibatidina pero sin el nivel de toxicidad de ésta. En comparación con ella, y pese a que la actividad analgésica es mayor dado que muestra más selectividad en su unión con los receptores neuronales del subtipo α4β2 , no superó la Fase II de su desarrollo como producto farmacéutico dado que producía serias complicaciones gastrointestinales.
En el intento de sintetizar análogos de la tebaniclina más selectivos y que minimicen los efectos secundarios, se ha tratado de aumentar su rigidez sustituyendo el enlace éter por aminas secundarias cíclicas. Dicha ciclación se lleva a cabo por medio de compuestos azoicos ya sea vía formación de puentes, de tiaminas bicíclicas fusionadas o de aminas spirobicíclicas. 
Existen diferentes métodos para sintetizar la tebaniciclina, todos ellos publicados en diferentes medios de divulgación científica (Tethraedron, Med. Chem., Drugs Fut, Abbott lab.). 